# Sven Steffensmeier
Sven Steffensmeier (* 1972 in Stuttgart-Bad Cannstatt) ist ein deutscher Fernsehproduzent und Regisseur.

## Leben und Werk
Nach Abschluss seines Master-Studiums der Publizistik an der Westfälischen Wilhelms-Universität Münster wechselte er 1998 nach München zu der ProSiebenSat.1 Media, wo er als Redakteur für die Redaktion Galileo arbeitete. Von 2000 bis 2003 drehte er als freier Regisseur und Producer Werbefilme und Musikvideos. Seit 2004 ist er bei der Endemol Shine Group als Creative Producer, später als Executive Producer tätig. In den Staffeln 4 bis 6 von Big Brother war Sven Steffensmeier der Matchmaster „Mac“ der die Anweisungen für die Matches und Battles den Bewohnern erklärte und auch als Schiedsrichter der Spiele fungierte. Anfang 2019 rückt Steffensmeier als Executive Director in das Management-Board der Endemol Shine Germany auf. Steffensmeier und sein Team verantworten überwiegend Fernsehformate aus dem Koch-Metier, darunter "Kitchen Impossible", "Mälzer und Henssler liefern ab", "Master of Sweets", "Kühlschrank öffne dich!" und "Ready to beef!", aber auch "Hot oder Schrott".

### Kitchen Impossible
Steffensmeiers bekanntestes Projekt als Fernsehproduzent und Regisseur ist die Koch-Unterhaltungsshow Kitchen Impossible, die seit der Erstausstrahlung (23. Dezember 2014) sehr erfolgreich auf dem Sender VOX ausgestrahlt wird. Bei dieser Kochshow, die Steffensmeier von Anfang mit entwickelte und produzierte, geht es um einen unterhaltsamen Wettkampf zwischen Profi-Köchen. Gastgeber und bei fast allen Folgen mitwirkend ist der deutsche Fernsehkoch Tim Mälzer. Dieser lädt sich von Folge zu Folge wechselnde, meist mit Guide-Michelin-Sternen ausgezeichnete Herausforderer zu einem kulinarischen Battle ein.
Internationale Adaptionen der Sendung, wie zum Beispiel „Hermann Tegen De Rest“ und „Cuisine Impossible“ laufen in den Niederlanden und in Frankreich.

## Auszeichnungen
- Deutscher Fernsehpreis 2018 – Auszeichnung Best Factual Entertainment „Kitchen Impossible“
- Deutscher Fernsehpreis 2017 – Auszeichnung Best Factual Entertainment „Kitchen Impossible“
- Deutsche Akademie für Fernsehen 2016 (10)[9] – Auszeichnung in der Sektion Fernsehunterhaltung für „Kitchen Impossible“ zusammen mit Tim Mälzer
- Rolling Pin Magazin 2016 – Best Food Entertainment/Auszeichnung Leaders of the Year Award „Kitchen Impossible“

## Nominierungen
- Deutscher Fernsehpreis 2020 – Nominierung Best Factual Entertainment „Kitchen Impossible“
- Goldene Kamera 2018 – Nominierung Publikumspreis für „Kitchen Impossible“
- Grimme-Preis 2018 (8)[10] – Nominierung in der Kategorie “Unterhaltung” für „Kitchen Impossible“
- Rose d’Or 2017 – Nominierung in der Kategorie “Entertainment” für „Kitchen Impossible“
- Grimme-Preis 2017 (9)[11] – Nominierung in der Kategorie “Unterhaltung” für „Kitchen Impossible“
- Deutscher Fernsehpreis 2012 (11)[12] – Nominierung für „Rette die Million“